# Mohunia modesta
Mohunia modesta är en insektsart som beskrevs av William Lucas Distant 1918. Mohunia modesta ingår i släktet Mohunia och familjen dvärgstritar. Inga underarter finns listade i Catalogue of Life.